# Bión ze Smyrny
Bión ze Smyrny (starořecky Βίων ο Σμυρναίος) byl starověký řecký bukolický básník pravděpodobně z konce 2. století př. n. l.

## Život
O jeho životě není prakticky nic známo. Dříve uváděná informace, že žil kolem roku 280 př. n. l. a byl současníkem básníka Theokrita a přítelem a učitelem básníka Moscha, je nyní považována za nesprávnou. Podle dnešních výzkumů tvořil Bión v posledních desetiletích 2. století př. n. l., některé zdroje dokonce uvádějí jako jeho narození rok 120 př. n. l. a rok jeho úmrtí jako 57 př. n. l.
Podle Sudy (nebo Suidy), středověkého byzantského encyklopedického slovníku z 10. století, pocházel Bión z místa blízko Smyrny zvané Flossa (buď vesnice, nebo smyrenské předměstí), které je jinak neznámé. Další informace je pak možno najít v anonymním Žalozpěvu na Bióna (Επιτάφιος Βίωνος), který byl v raném novověku mylně připisován Moschovi a jehož autorem je ve skutečnosti neznámý Biónův pokračovatel. Podle tohoto díla žil Bión dlouhou dobu na Sicílii a byl zde otráven svými nepřáteli, což může být ve skutečnosti pouze básnická fikce.

## Dílo

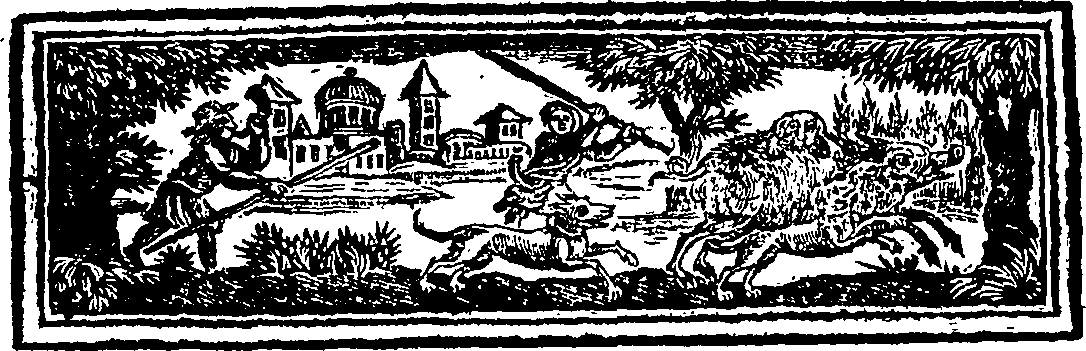
Kresba k Žalozpěvu na Adónise ze sbírky anglických překladů Bióna a Moscha z roku 1724

Z Biónovi sbírky Búkolika (Βουκολικά) se dochovalo sedmnáct zlomků, z nichž některé nemají bukolský charakter, ale básník se v nich projevuje jako duchaplný člověk. Dá se z nich usoudit, že se jeho tvorba lišila od klidnějších a realističtějších děl Theokritových a Moschových, protože jsou prodchnuty něžností a sentimentálností a často obsahují erotické náměty.
Za autora jeho nejdelší dochované básně Žalozpěv na Adónise (Eπιτάφιος Ἀδώνιδος) bývá někdy označován Theokritos. Báseň, pravděpodobně napsaná pro svátky Adónie o letním slunovratu popisuje bezútěšný žal bohyně Afrodity nad smrtí milovaného Adónise. Je napsaná dórským dialektem a má tón patetického rituálního nářku.
Další báseň, připisovaná Biónovi, epithalamium (svatební píseň) o Achilleovi a Déidameii, je dílem jednoho z jeho napodobitelů.
Vliv Bióna lze nalézt u mnoha starověkých řeckých a latinských básníků i autorů prózy, včetně Vergilia a Ovidia. Jeho zpracování mýtu o Adónisovi ovlivnilo evropskou literaturu od renesance

## České překlady
Biónovy básně jsou česky většinou vydávány společně s básněmi Theokritovými a Moschovými. K prvním překladatelům patřili Samuel Rožnay, Karel Alois Vinařický a Jan Vondráček.
Knižně vyšlo:
- Výbor ze spisovatelů řeckých. Díl II. - Básnická mluva. Jičín: František Jan Kastránek 1827, uspořádal a přeložil František Šír, vybor obsahuje dvě ukázky z básníkovy tvorby.
- Řečtí bukolikové (Idyly - Theokritos, Moschos, Bion), Praha: Společnost přátel antické kultury 1927, vybral a přeložil Rudolf Kuthan.
- Řečtí idylikové: Theokritos - Moschos - Bion, Praha: Toužimský a Moravec 1946, vybral a přeložil Rudolf Kuthan.
- Řecká lyrika. Praha: SNKLHU 1954, 2. rozšířené vydání, uspořádal a přeložil Ferdinand Stiebitz.[10]
- Písně pastvin a lesů. Praha: Svoboda 1977, přeložili Rudolf Kuthan a Václav Dědina.